# Hartwig Schultz
Hartwig Schultz (* 9. Januar 1941 in Dortmund) ist ein Germanist. Bekannt wurde der Herausgeber und Professor für deutsche Literatur als Brentano-Forscher.

Schultz, in Hannover aufgewachsen, studierte in Berlin Germanistik und Anglistik. Zwei Semester belegte er in Wien und Göttingen. Schultz promovierte an der Freien Universität Berlin mit „Vom Rhythmus der modernen Lyrik. Parallele Versstrukturen bei Holz, George, Rilke, Brecht und den Expressionisten“. Die Dissertation erschien 1970 in München. Schultz habilitierte sich mit der Schrift „Form als Inhalt“ (siehe erster Eintrag unter „Werke“). Forschungen, unterstützt mit Stipendien der Thyssen-Stiftung und der DFG, folgten auf die oben genannten Studienjahre. 1974 bis 2007 leitete Schultz die Brentano-Arbeitsstelle im Freien Deutschen Hochstift (Frankfurter Goethe-Museum). Es erschienen während dieser dreieinhalb Jahrzehnte 32 der zirka 63 Bände der Historisch-kritischen Clemens Brentano-Ausgabe sämtlicher Werke und Briefe. Schultz gründete am 3. Oktober 1991 mit Clara von Arnim den Freundeskreis Schloss Wiepersdorf dessen Vorsitzender er bis 2013 war.

## Werke (Auswahl)
- Hartwig Schultz: Form als Inhalt. Vers- und Sinnstrukturen bei Joseph von Eichendorff und Annette von Droste-Hülshoff. in Band 13 der Schriftenreihe Literaturwissenschaft (Hrsg.: Heinz Kosok, Heinz Rölleke, Michael Scheffel). 438 Seiten, 13 Abb. Bonn 1981, ISBN 3-88476-209-5
- Clemens Brentano: Gedichte. Herausgegeben von Hartwig Schultz. 254 Seiten. Reclams Universal-Bibliothek 8669, Stuttgart 1986, ISBN 978-3-15-008669-8
- Hartwig Schultz (Hrsg.): Clemens Brentano. 1778–1842 zum 150. Todestag. 341 Seiten. Peter Lang, Bern 1993, ISBN 3-906750-94-9
- Wolfgang Frühwald (Hrsg.), Brigitte Schillbach (Hrsg.), Hartwig Schultz (Hrsg.): Joseph von Eichendorff. Werke in fünf Bänden. Deutscher Klassiker Verlag, Frankfurt am Main 1993 (1. Aufl.)
- Hartwig Schultz: Erläuterungen und Dokumente zu Joseph von Eichendorff: Aus dem Leben eines Taugenichts. 120 Seiten. Reclams Universal-Bibliothek 8198, Stuttgart 1994, ISBN 978-3-15-008198-3
- Heinz Härtl (Hrsg.), Hartwig Schultz (Hrsg.): Die Erfahrung anderer Länder. Beiträge eines Wiepersdorfer Kolloquiums zu Achim und Bettina von Arnim. 390 Seiten. Walter de Gruyter, Berlin 1994 (1. Aufl.), ISBN 978-3-11-014289-1
- Hartwig Schultz (Hrsg.): Salons der Romantik. Beiträge eines Wiepersdorfer Kolloquiums zu Theorie und Geschichte des Salons. 378 Seiten, 18 Abb. De Gruyter, Berlin 1997, ISBN 978-3-11-014610-3
- Hartwig Schultz: Clemens Brentano. Mit 20 Abbildungen. 224 Seiten. Reclam Stuttgart 1999. Reihe Literaturstudium. Universal-Bibliothek Nr. 17614, ISBN 3-15-017614-X
- Hartwig Schultz (Hrsg.): Die echte Politik muss Erfinderin sein. Beiträge eines Wiepersdorfer Kolloquiums zu Bettina von Arnim. 436 Seiten. Saint Albin Verlag, Berlin 1999, ISBN 978-3-930293-60-5
- Hartwig Schultz (Hrsg.): Achim von Arnim – Clemens Brentano. Freundschaftsbriefe. 868 Seiten, illustriert. Eichborn, Frankfurt am Main 2000, ISBN 978-3-8218-4700-9, 2 Bände, Reihe Die Andere Bibliothek
- Joseph von Eichendorff: Fünfzig Gedichte: Ausgewählt von Hartwig Schultz. 77 Seiten. Reclams Universal-Bibliothek 18102, Stuttgart 2001, ISBN 978-3-15-018102-7
- Hartwig Schultz (Hrsg.): Auf Dornen oder Rosen hingesunken? Eros und Poesie bei Clemens Brentano. 240 Seiten. Saint Albin 2003 (1. Aufl.), ISBN 978-3-930293-70-4
- Hartwig Schultz (Hrsg.), Ulrike Landfester (Hrsg.): Dies Buch gehört den Kindern. Achim und Bettine von Arnim und ihre Nachfahren – Beiträge eines Wiepersdorfer Kolloquiums zur Familiengeschichte. 540 Seiten. Saint Albin 2004 (1. Aufl.), ISBN 978-3-930293-61-2
- Konstanze Bäumer, Hartwig Schultz: Bettina von Arnim. 206 Seiten. Saint Albin, Berlin 2004, ISBN 978-3-930293-49-0 sowie Sammlung Metzler 255, Stuttgart und Weimar 1995, ISBN 3-476-10255-6
- Hartwig Schultz: „Unsre Lieb aber ist außerkohren“. Die Geschichte der Geschwister Clemens und Bettine Brentano. 512 Seiten. Insel Frankfurt am Main 2004. ISBN 978-3-458-17229-1
- Lothar Jordan (Hrsg.), Hartwig Schultz (Hrsg.): Empfindungen vor Friedrichs Seelandschaft Caspar David Friedrichs Gemälde „Der Mönch am Meer“. Betrachtet von Clemens Brentano, Achim von Arnim und Heinrich von Kleist. 76 Seiten, 30 Abb. Verlag Kleist-Gedenk- und Forschungsstätte 2006 (2. Aufl.), ISBN 978-3-938008-04-1
- Hartwig Schultz: Schwarzer Schmetterling. Zwanzig Kapitel aus dem Leben des romantischen Dichters Clemens Brentano. 538 Seiten. Berliner Taschenbuch Verlag BVT 2005, ISBN 978-3-8333-0267-1
- Joseph von Eichendorff: Sämtliche Gedichte. Herausgegeben von Hartwig Schultz. 1292 Seiten. Deutscher Klassiker Verlag, Taschenbücher 12, 2006 (1. Aufl.), ISBN 978-3-618-68012-3
- Hartwig Schultz (Hrsg.): Joseph von Eichendorff: Aus dem Leben eines Taugenichts. Illustriert von Hans Traxler. 149 Seiten. Reclam-Verlag, Stuttgart 2007, ISBN 978-3-15-010626-6
- Joseph von Eichendorff: Sämtliche Gedichte und Versepen. Herausgegeben von Hartwig Schultz. 608 Seiten. Insel, Frankfurt am Main 2007 (1. Aufl.), ISBN 978-3-458-17365-6
- Joseph von Eichendorff: Gedichte. Herausgegeben von Hartwig Schultz. 267 Seiten. Insel-Taschenbücher 1060, Frankfurt am Main 2008 (7. Aufl.), ISBN 978-3-458-32760-8
- Hartwig Schultz: Joseph von Eichendorff. Eine Biographie. 368 Seiten. Insel, Frankfurt am Main 2007 (1. Aufl.), ISBN 978-3-458-17362-5

## Ehrung
Geehrt wurde Schultz mit:
- Sabine Gruber (Hrsg.), Christina Sauer (Hrsg.): Christoph Perels, Ulrike Landfester, Wolfgang Bunzel: Lieb und Leid im leichten Leben. Clemens Brentano. 30 Gedichte – 30 Interpretationen. Festschrift für Hartwig Schultz. 202 Seiten. Saint Albin 2006, ISBN 978-3-930293-81-0